# ダモンとピュティアス
ダモン（古希: Δάμων, Damon）とピュティアス（Πυθίας, Pythias）は、古代ギリシャの伝説、および、その伝説内の登場人物。話の大筋は、僭主ディオニュシオスから死刑を宣告されたピュティアスが友人ダモンを人質として置いていくことで一時的に釈放を許され、身辺整理をしに出ていった後、約束を守って戻り、そのことに僭主ディオニュシオスが感動する。
ダモンとピュティアスの伝説は、ピタゴラスの学徒の団結を通じ、友情を信じて疑わず約束を実行する真の知己はどんな宝よりも貴いことを教える話として、後世の西洋に語り継がれた。日本でも太宰治『走れメロス』などに影響を与えた。
日本語でのカナ表記は以下のように様々である。また、ピュティアス（Pythias）は中世ヨーロッパで伝承された際に誤って流布された名で本来はPhintiasであり 、Phintiasに基づくカナ表記もある。
Damon
ダモン 、ダーモン、デイモン、デーイマン、デーモン、ダーモーン
Pythias
ピュティアス、ピチアス、ピチヤス、フヰシアス、ピチユス、フィニチアス、ピシアス、ピティアス、ピチウス、ピィトゥラス、ピュティオス
Phintias
ピンティアス、フィンティアス、ピンチアース、ピンティアース、フィンチアス、ピンシアス

## ギリシャの伝説

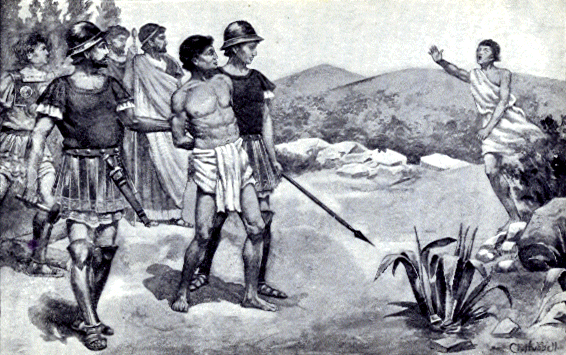
ダモンとピュティアス

ポルフュリオスやイアンブリコスによる引用を通じて知られる紀元前4世紀のアリストクセノスがディオニュシオス2世自身から聞いたという話によれば、ディオニュシオスの取り巻きがピタゴラス派を中傷し、ディオニュシオスは忠誠心を試すために非難する者達の言う陰謀の濡れ衣をフィンチアスに着せて死刑を宣告した。ダモーンが人質となり、フィンチアスが戻ってきて友情を証明した。ディオニュシオスは二人を許し、自分も友人になりたいと頼んだが、断られた。この話ではピンティアスの住まいはシラクサ市中にあると推測でき、実話と考えても不思議さは少ない。
紀元前1世紀のディオドロス・シケロスの『世界史断片』によればシラクサの僭主ディオニュシオスが陰謀の罪で死刑を宣告したフィンチアスが、友人のダモーンを人質にして身辺整理の猶予を求め、約束通りに戻ってきて友情を証明したというものである。ディオニュシオスは二人を許し、自分も友人になりたいと頼んだが、断られたかどうかは書かれていない。ディオドロスとコンスタンティノス7世はピンティアスが実際に陰謀を企てたとし、猶予期間の記述はない。
紀元前1世紀のキケロは『義務論』や『トゥスクルム荘対談集』で友情の美徳を説く例のために用いた。キケロはディオニュシオス1世のことと明言してディオニュシオス王を友情を希求する人物として描き、彼が二人の話を聞いて感動したと述べた。キケロは、死刑の理由と、どちらが死刑を宣告され、どちらが人質になったかは明記しなかった。一方は家族を人に委ねるために猶予を求めた。三人目の友に加えるよう懇願したディオニュシオスが断られたかどうかは書かれていない。
ギリシア語文献はすべてダモンが担保となっているが、キケロを始めとするラテン語文献ではどちらともいえない書き方となっている。
1世紀始めのガイウス・ユリウス・ヒュギーヌス『神話伝説集』の257番のセクション ｢友情によって結ばれた者たち」では、ダーモンとフィンティアスの名前を変えている。ピュタゴラス学派の言及はなく、モエルスがディオニュシオスを殺そうとした罪で死刑を宣告され、セリヌンティウスが人質となり、モエルスが妹の結婚のことを片付けるために三日間の猶予を求め、戻ってきて友情を証明したとした。ディオニュシオスは二人を許し、自分も友人になりたいと頼んだ。断られたとの記述はない。『寓話』では、フィンチアスとダモンの名前はエトナ山の噴火時に孝行した者たちの名前としても登場した。
1世紀のウァレリウス・マクシムスの『著名言行録』では、キケロを参照し、死刑の理由や、どちらが死刑を宣告され人質になったか、猶予期間は記されていない。一方が家のことを処理するために猶予を願った。一方が戻ってきて友情を証明した。ディオニュシオスは二人を許し、自分も友人になりたいと頼んだ。断られたかどうかは書かれていない。
ポリュアイノスの『戦術書』では、エウエペノスが各地のピタゴラス派に忠告してディオニュシオスの条約交渉を妨害し、死刑を宣告された。エウエペノスは小アジアのバリオンに住む妹を嫁がせるために半年の猶予を求め、エウクリトスが人質となった。エウエペノスが戻ってきて友情を証明した。ディオニュシオスは二人を許し、自分も友人になりたいと頼み、シチリアに留まってくれるよう頼んだが、断られた。その代わりに二人の希望を聞き入れたディオニュシオスが人々から信頼されるようになった。
3世紀のラクタンティウスの『教理原論』第5巻では、友情のために死ぬことは愚かではないと主張し、「ピタゴラス門徒の二人」の話を例に挙げた。彼らは一方が人質となり、もう一方が処刑直前に戻ってきて友情を証明した。ディオニュシオスは二人を許し、自分も友人になりたいと頼んだ。
3世紀のポルフュリオスの『ピタゴラス伝』ではアリストクセノスを引用し、ピタゴラス門徒の忠誠心を試すためにディオニュシオスが行ったこととしている。ポルフュリオスは、フィンチアスが共同生活者のダモンとのことを整理するために猶予を求め、ダモンが人質となり、フィンチアスが戻ってきて友情を証明したとした。
4世紀のイアンブリコスの『ピタゴラス派の生き方』ではアリストクセノスを引用し、ディオニュシオスの取り巻きがピタゴラス派を傲慢だと批判し、彼らを試すことになったことや、年上のフィンチアスが取り仕切っていた家政のことを片付けるために猶予を求め、ダモンが人質となり、フィンチアスが戻ってきて友情を証明したことを述べた。イアンブリコスは『ピタゴラス派の生活』の中で各地ピタゴラス門徒の名前を挙げる中にもシラクサ人として二人の名が上げられ、その直前にシチリアのセリヌスの人という意味で「セリヌンティウス」の言葉も使われている。
1531年のサー・トマス・エリオットの『為政者という書』では、ディオニュシオスに対する陰謀の罪で死刑にされたピタゴラス門徒、ピシアスとデイモンの一方が、友を人質にして家のことを片付ける猶予を求め、約束通りに戻ってきて友情を証明したというものである。ディオニュシオスは二人を許し、自分も友人になりたいと頼んだ。

## 受容

### 西洋における受容
この伝説が普及した要因として、ウァレリウス・マクシムスの『著名言行録』で取り上げられていたことの影響があげられる。中世ヨーロッパにおいてキリスト教的伝統に即して説教を行う際に、本書が活用されたからである。
類話には、西洋における教訓的物語文学の最古の1つである物語集『ゲスタ・ロマノールム』に収録されている、2人の身分を盗賊に変えた物語がある。この物語集は、13世紀末にイギリスでラテン語原典が成立し、14世紀にイギリスやドイツを中心に写本が広く流布し、15世紀後半から16世紀にかけて大陸各地で活字化や各国語翻訳がされて刊行された。
イギリスにおいて、1571年にリチャード・エドワーズが劇『デイモンとピシアス』を出版した。この劇では、ダモンが逮捕され、ピシアスが年上で担保となることを申し出ている。猶予期間は二か月。この劇は、ウィリアム・シェイクスピアの『ヴェローナの二紳士』の素材となった。
ドイツにおいて、1799年にフリードリヒ・フォン・シラーは、ヒュギーヌスの寓話をもとに、メロスを主人公としてドイツ語詩『人質』を発表した。ピタゴラス教団の要素を除去した一般的な人間の感情に訴える詩となっている。シラーにヒュギーヌスの本を送ったのはゲーテである。シラーは後に、豪華版詩集を作成するに当たって表題を『Damon und Pythias』に改訂し、メロスの名をダモンに書き換えている。二人の人物像に関する言及はない。
アイルランドにおいて、1821年にジョン・バニムが『Damon and Pythias』を上演した。この劇に感動したジャスタス・H・ラスボーンは、友愛をモットーとするピシアス騎士団を創設した。
古代ギリシャ・ローマからヨーロッパへ至る流れにおいて、当初のピュタゴラス学派内部の誓約や連帯という要素が次第に欠落し、より普遍的な友情と信頼の美談へと変化していった。

### 日本における受容
日本では明治時代から昭和時代にかけて、教科書や童話などでこの物語が紹介され、いわばおなじみの物語となっていたが、時代によってテーマや設定が変化した。
明治期、1871年（明治4年）『泰西勧善訓蒙』にて「キケロ型」の説話が翻訳教科書として導入され後の修身教科書に大きな影響を与えた。
1887年（明治20年）に中村善兵衛がシラーの詩をもとに、舞台を日本に移し、暴君と親友二人の名前や身分を変えた小説『新編三枝物語』を書いた。さらに、ダモンが馬を使用し、遅れそうになった原因が海上の暴風などバニムの影響が見られる版も存在する。キケロ、シラー、バニムの3ルートで日本で受容された他、ジェームズ・ボールドウィンによる古今の偉人英雄の逸話集『Fifty Famous Stories』も翻訳され、これは王が最後に富と友情を比較する所に特徴がある。
明治時代では友人関係の理想として教えられていたが、1888年（明治21年）の文部省編『高等小学読本』2巻第27課「恩義ヲ知リタル罪人」では、国民が利他的な行動をとれるかどうかで「文明国」か否かが分かれると森有礼が考えていたことを反映して、テーマが「交誼」や「信義」から「恩義」に変化している。
1912年（大正元年）に高等小学校用国語読本に採録された『真の知己』では、物語の最後が、「こんな親友を得られるなら王者の富貴も栄華もいらない」という王の歎声で終わっている。新渡戸稲造の『武士道』ではダモンが死刑判決を受けピシアスが人質として残ると紹介していたため、この『真の知己』に対して、立場が逆であると神奈川県女子師範学校から指摘された記録がある。ピチアスが猶予を願い出る理由が老父母に最後の別れをするためとなり、ピチアスの本心を深く理解しているダモンの義理固さと決意、ピチアスの約束を履行する精神と並んで父母への孝心が強調される。死刑の理由は「或罪」とだけ記されているが、暴君を殺しに行ったことは国体に合わぬから子供には知らせない方が良いとした教授参考書もあり、大正時代にかけては国家や軍隊への忠誠や犠牲が強調されるようになった。
その一方で、鈴木三重吉は、1921年（大正10年）にシャーロット・ヤングの記述を基に童話として紹介した。ディオドロスの型に基いているが、死刑の理由は日ごろから反抗しているように睨まれたためで、片付けに帰る家はギリシア本土にあるとされ、冒頭ではディオニュシオスの猜疑心と残虐性を示す七つの逸話が述べられている。
1931年（昭和6年）、『感動美談』ではピシアスとデーイマンは元々王の下で重い役に就いていたとされた。昭和期になると個人を犠牲にすることや王への忠誠がますます強調された。太宰治が1940年（昭和15年）に発表した『走れメロス』では作品末尾に「古伝説とシルレルの詩から」と書いてあるように、この伝説から影響を受けている。当時としては珍しく国家や君臣ではなく個人間の友情を強調した作品となっている。
戦後、小学校向けの道徳教材に用いられた『走れメロス』の省略版の中には、セリヌンティウスの名前が「デーモン」に変わっていたり、指導書で太宰のクレジットがなく「ギリシアの古伝説」と解説されるなど既存のダモンとピチアスの伝承から影響を受けたものもあった。『真の知己』等の直接的な後継教材としては、東京書籍の副読本に1974年（昭和49年）より採録された村岡花子の『友のいのち』がある。人質となるデモン視点で語られ、友に対する命がけの「献身」が強調された作品となっている。『走れメロス』ようなふるさとと刑場の間を必死に往還する様子は描かれていない。
しかし、国語の教科書教材として採用された『走れメロス』は、安定した支持を得て、従来の伝説が存在したことを消し去ってしまうほどに成長していった 。

### その他における受容
中東世界では、まったく未知の人間相互の寛容さや誠実さ、あるいは自己犠牲の精神を強調する説話となっていった。
中東への継承では、舞台設定も登場人物も変わって継承された。舞台は、シチリアに代わって古代バビロンに近い町ヒーラのラフム朝の宮廷となり、ディオニュシオスに代わってムンズィル3世または孫のヌウマーン4世とされた。この王は、塔の間に年2回座ることを習慣とし、その一方を「不幸の日」として最初に来た者を殺すと定めていた。そして、ここを最初に訪れた男が王に処刑されることになる。王は死ぬ前に望みをかなえてやろうといって望みを尋ね、その男に家族のもとへ行き家のことを片付ける猶予として1年間を与えたが、王は男に保証を求める。男が王の取り巻きの1人の男に詩を詠むと、その取り巻きの男は身代わりを申し出る。その後、期限を守って男は戻り、王は驚き、2人を解放する。この物語では、死を宣告された男と保証となった男との間に親密な関係はなく、称賛されるのは友情ではなく「誠実さ」「信義の厚さ」「寛大さ」「気高さ」といった徳性である
インドには、類話として『ジャータカ』におけるスタソーマ物語のなかの話がある。『ジャータカ・マーラー』の「スタソーマ・ジャータカ」において、スタソーマは人食いのスダーサの息子に捕らえられ連れて行かれるが、バラモンへの供養が完了していないことを悔んで、必ず戻るから一時解放してバラモンを供養しに行かせて欲しいと懇願して認められ、その後、約束を守って戻り、「真理を守った」のだと述べている。
スタソーマのことは仏教説話の形で日本に伝わり、真実を語ることの大事さの説話として教科書や童話にも採用された。

## 故事または成句としての言及事例
西洋では、この伝説により「Damon and Pythias」は刎頸の交わりを意味する成句となっており、「管鮑」のような代名詞となっている。この伝説が、西洋の文化となっている事例を以下にあげる。
- シェイクスピアは『ハムレット』において「デーモンさん」を親しい友人の代名詞として使っている[80]。
- ジャック・ロンドンの小説『幽霊なんて信じるか!』の主人公たちは互いをダモンとピュティアスと呼び合っている[81]。
- 『ジキル博士とハイド氏』において[40]交際を断ったことに「デーモンとピシアスだって仲が悪くなる」という言い回しが使われている[82]。
- 新渡戸稲造による英語の著書『武士道』において、『ダモンとピシアス』を西洋における友情の代表の一つに挙げ、武士道にも見出すことが出来ると書いている[83]。
- ゲーテの『ヴィルヘルム・マイスターの修業時代』第六巻では、主人公が過去に書いた物語の恋人の名がダアモンであるために本伝説が引き合いに出される場面がある[16]。
- 『千一夜物語』の『殺人者の話』において、保証人となるのは友人ではなく仁徳を証明しようとした群衆の一人で逃げずに戻ってきた理由は友情ではなく忠実を証明するためだが[84]、「第三百九十六夜と第三百九十七夜 アルカーターブのオーマールと若い漂浪者の話」として翻訳されたリチャード・フランシス・バートンの原書の注には「Damon and Pythias」について書かれている[85]。